# جيم مورغان
جيم مورغان هو سياسي كندي، ولد في 31 أكتوبر 1939 في كندا. حزبياً، نشط في حزب المحافظين التقدمي في نيوفندلاند ولابرادور ‏.